# У нас новенька
«У нас новенька» — радянський короткометражний художній фільм 1977 року, знятий режисером Геннадієм Карюком на Одеській кіностудії.

## Сюжет
За мотивами оповідання Бориса Єкімова рос. «Офицерша». На будівництві з'являється нова робітниця — жвава і принципова Шура Русакова. Її відкрите невдоволення та непримиренність до безладу на будівництві викликають розуміння та симпатії у майстра. Дружні стосунки між Шурою та Сергієм Петровичем дуже скоро переростають у кохання. Несподівано на будівництві з'являється чоловік. Колись Шура його любила, але він не захотів з нею одружитися.

## У ролях
- Любов Полехіна — Шура Русакова, «офіцерка», новенька
- Володимир Носик — Сергій Петрович, майстер
- Борислав Брондуков — Панков, «майстер з різних робіт»
- Володимир Волков — Ликін, комірник
- Єлизавета Нікіщихіна — Ксенія, прибиральниця
- Люсьєна Овчинникова — робітниця
- Володимир Наумцев — Ложкін
- Михайло Боярський — Петро, гітарист
- Лариса Маркар'ян — Анюта Голубкіна, продавчиня морозива
- Віктор Маляревич — Петелін, робітник
- Олександр Гединський — перехожий на вокзалі
- Катерина Брондукова — Севастьянова
- Лариса Грінченко — мати Шури

## Знімальна група
- Режисер-постановник: Геннадій Карюк
- Сценаристи: Олександр Бородянський, Анатолій Усов
- Оператори-постановники: Аркадій Повзнер, Марк Курганський (за участі)
- Художник-постановник: Валентин Гідулянов
- Звукооператор: Р. Вацик
- Режисер: В'ячеслав Колегаєв
- Композитор: Віктор Власов
- Художниця по костюмах: Т. Козлова
- Художниця по гриму: С. Самодіна
- Художник-декоратор: А. Дяченко
- Режисерки монтажу: Валентина Олійник, Ірина Блогерман
- Редакторка: З. Єргалієва
- Директор картини: Галина Бовжученко